# Il club Mefistofele
Il club Mefistofele (The Mephisto Club) è un romanzo dell'autrice americana Tess Gerritsen. Si tratta del sesto libro della serie sulla detective Jane Rizzoli e sul medico legale Maura Isles. Pubblicato per la prima volta negli Stati Uniti nel 2006, è arrivato in Italia nel 2009, tradotto da Adria Tissoni.

## Trama
È la vigilia di Natale a Boston, ma per Jane Rizzoli e Maura Isles questa è una notte che rivela solo orrori: in un appartamento in città viene infatti rinvenuto il cadavere fatto a pezzi di una giovane donna di 28 anni, Lori-Ann Tucker. La sua testa giace all'interno di un cerchio rosso, quella che sembra la sua mano sinistra si trova su un piatto in cucina; su un muro, scritti col sangue, ci sono tre croci capovolte e una parola in latino scritta allo specchio, peccavi (che significa ho peccato). Una nuova detective è arrivata alla sezione omicidi, Eve Kassovitz, ma la giovane si sente male sulla scena del crimine e fa fatica a riprendersi; anche il partner di Jane, Barry Frost fatica a reggere. Quella notte un primo elemento emerge, una telefonata è stata fatta, presumibilmente dall'assassino, alla casa della psichiatra criminale Joyce O'Donnell.
Il giorno seguente, dopo un pranzo di Natale stranamente molto teso a casa di Angela e Frank Rizzoli, Jane continua le indagini, affiancata da Frost. Interroga Joyce O'Donnell, ma la rivalità tra le due è di vecchia data e l'incontro si conclude con un nulla di fatto. Nella sala autopsie la dottoressa Isles osserva le parti che compongono i resti di Lori-Ann Tucker. A supervisionare l'autopsia ci sono Frost e Rizzoli ed è qui che il primo macabro indizio viene alla luce: la mano trovata sul piatto in cucina, che tutti ritenevano della vittima deve appartenere per forza a qualcun altro, il taglio non combacia e anche i gruppi sanguigni sono diversi. I detective sanno che da qualche parte ci deve essere una seconda vittima e si mettono alla ricerca di possibili vittime in tutto il New England. Si tiene poi la prima riunione con lo psicologo forense Lawrence Zucker dove emerge, chiara, la natura organizzata e rituale del crimine.
Quella stessa sera Jane e Maura sono chiamate su un'altra scena del crimine. La vittima è la nuova detective della squadra, Eve Kassovitz, che dopo le prese in giro da parte dei colleghi per essersi sentita male la sera della vigilia, aveva deciso di seguire Joyce O'Donnell in solitaria. È stata uccisa con un solo colpo mortale al cuore sul retro della casa di un facoltoso professore di storia in pensione, Anthony Sansone. Joyce O'Donnell era a cena da lui insieme ad alcuni altri ospiti quando il maggiordomo ha trovato il corpo. Lì accanto, l'assassino ha lasciato la mano di Lori-Ann Tucker e sulla porta il disegno di tre croci capovolte e di un occhio.
Il giorno seguente Jane Rizzoli e Barry Frost interrogano gli ospiti che avevano già lasciato l'abitazione di Anthony Sansone prima della scoperta del corpo: Edwina Felway e Oliver Stark. L'anziana signora è un'antropologa da anni vedova, mentre il giovane Oliver è un matematico appassionato di simbologia. Egli afferma che il disegno dell'occhio sulla porta è in realtà il simbolo di Udjat, ossia l'occhio di Horus, l'antico dio egizio.
Intanto Jane si trova dinanzi a un muro di silenzio quando inizia a fare domande su Anthony Sansone; nemmeno suo marito con le risorse dell'FBI riesce ad avere molte informazioni. L'unica cosa che scoprono è che Sansone si trova a capo di una società chiamata Club Mefistofele. L'autopsia di Eve Kassovitz rivela solo due informazioni rilevanti: l'omicida è molto abile perché ha colpito il cuore con un unico colpo utilizzando una lama molto lunga e sottile. Quasi certamente non è il suo primo omicidio con quel modus operandi. In secondo luogo, all'interno della cavità orale è stata inserita una piccola conchiglia di un mollusco che vive solo nel Mediterraneo e nella zona delle Azzorre.
Intanto Maura viene invitata a cena da Anthony Sansone, ma la serata viene rovinata dall'omicidio di Joyce O'Donnell. Sono Maura e Sansone a trovarla agonizzante a casa sua. Da quel momento anche la dottoressa Isles sembra essere diventata un bersaglio. Infatti il giorno successivo, svegliandosi in casa sua, trova il macabro disegno di una capra e di un occhio sulla porta di casa, insieme alla scritta Peccavi.
La vera svolta nel caso arriva poche ore più tardi quando Jane viene informata dalla polizia dello stato di New York che nella cittadina di Purity, in una casa disabitata, è stato trovato il corpo di una giovane donna priva della mano sinistra. Si tratta di Sarah Parmley di ventotto anni, una vecchia compagna di scuola di Lori-Ann Tucker. La donna è stata uccisa con un taglio netto alla gola, ma prima le sono state incise sul corpo numerose croci. Arrivate a Purity, Jane e Maura sono stupite di trovare sul posto anche Anthony Sansone. La casa è una scena da film dell'orrore e la storia stessa dell'edificio è terribile. Dodici anni prima, nel giro di poche settimane, un'intera famiglia è stata spazzata via, solo la figlia sedicenne Lily Saul si è salvata insieme al cugino quindicenne Dominique, che si era fermato lì per le vacanze. A Purity si scopre che Lily Saul, Lori-Ann Tucker e Sarah Parmley erano amiche e che le croci capovolte erano già state viste dodici anni prima nella stalla di una fattoria. Per questo Jane, Maura e Sansone deducono che l'assassino doveva trovarsi a Purity in quel periodo.
Intanto Sansone si mette sulle tracce di Lily Saul e, grazie alle conoscenze del Club Mefistofele, riesce a individuarla in Italia, dove lavora come guida turistica. Riesce a convincerla a tornare con lui a Boston, promettendole di tenerla al sicuro.
Lily racconta a Jane gli avvenimenti di dodici anni prima così come li ricorda e sostiene di aver passato tutti quegli anni a vivere come una fuggitiva perché spaventata da colui che ha sempre ritenuto essere il responsabile della morte dei suoi familiari. A quel punto le indagini hanno raggiunto un punto critico e l'azione arriva alla sua conclusione quando l'assassino tenta di uccidere Lily Saul, ma viene fermato in tempo dal provvidenziale intervento della detective Rizzoli.

## Edizioni Italiane
- Tess Gerritsen, Il club Mefistofele, collana La gaja scienza, traduzione di Adria Tissoni, Milano, Longanesi & C., 2009,  p. 373, ISBN 978-88-304-2676-4.
- Tess Gerritsen, Il club Mefistofele, collana TEAdue, traduzione di Adria Tissoni, Milano, TEA, 2011,  p. 373, ISBN 978-88-502-2419-7.
- Tess Gerritsen, Il club Mefistofele, collana Best TEA, traduzione di Adria Tissoni, Milano, TEA, 2014,  p. 373, ISBN 978-88-502-3763-0.